# Єнікеєво (Абзеліловський район)
Єніке́єво (рос. Еникеево, башк. Йәнекәй) — присілок у складі Абзеліловського району Башкортостану, Росія. Входить до складу Баїмовської сільської ради.
Населення — 293 особи (2010; 301 в 2002).
Національний склад:
- башкири — 100%